# Johann David Linse

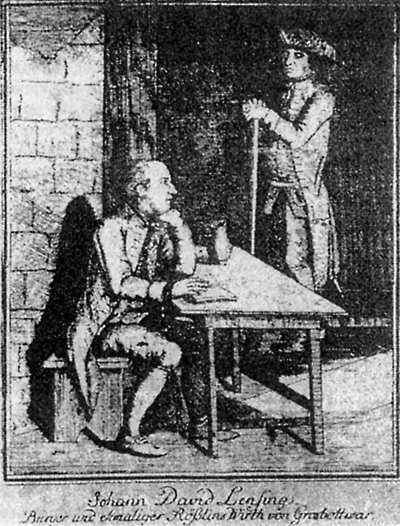
Johann David Linse 1789 im Zuchthaus von Ludwigsburg

Johann David Linse (auch Linsing und Lensing, * 1751 in Großbottwar; † 21. November 1789 in Ludwigsburg) war Gastwirt und berüchtigter Räuber im nördlichen Württemberg.

## Leben
Johann David war der Sohn des aus Stuttgart stammenden Metzgers Häusser († um 1760) und der Klara Wildermuth aus Rielingshausen. Er war das älteste Kind und hatte noch zwei jüngere Schwestern. Die Eltern betrieben die Gastwirtschaft Zum Weißen Rößle, eine Schildwirtschaft außerhalb der Stadtmauern von Großbottwar. Nach dem frühen Tod des Vaters heiratete die Mutter den ebenfalls aus Stuttgart stammenden Metzger Andreas Linse (1719–1777), der mit ihr das Rößle weiterbetrieb. Johann David war unterdessen Kellermeister und Kellner im Goldenen Ochsen in Heidelberg, bevor er nach dem Tod des Stiefvaters nach Großbottwar zurückkehrte, um mit Mutter und Schwestern das Rößle weiterzuführen. Er heiratete im Frühjahr 1780 die Pleidelsheimer Pfarrerstochter Johanna Elisabeth Faber, die ein Kind von ihm erwartete. Das junge Paar erwarb noch 1780 das Rößle von Linses Mutter und Schwestern für den Kaufpreis von 1650 Gulden.
Bereits vor dem Kauf des Gasthauses war Linse 1779 für den Diebstahl von 160 Gulden bei der Witwe Grönninger in Großbottwar verantwortlich. Spätestens die Schulden nach dem Gasthauskauf führten Linse zu einer Vielzahl weiterer Einbrüche und Diebstähle in der näheren Umgebung. Sein außerhalb der Stadtmauern liegendes Gasthaus war nicht nur Treffpunkt mehrerer örtlicher Zünfte und Anlaufpunkt für ehrbare Reisende, auch allerlei fahrendes Volk zweifelhaften Ansinnens verkehrte dort. Wirtshäuser waren zu jener Zeit ein wichtiger Ort des Informationsaustauschs und daher auch häufiger Ausgangspunkt von Raubzügen. Nicht selten waren die Gastwirte auch Hehler, die mit dem Diebesgut ihrer Kundschaft handelten. Und gerade zu Linses Zeit sind in seiner Gegend auch mehrere Gastwirte selbst als Räuber aktenkundig geworden, darunter Wirt Heinrich Weiß aus Mainhardt und der Sonnenwirtle Johann Friedrich Schwan, der bei einem Geständnis 1760 mehrere südwestdeutsche Wirte als Hehler denunzierte.
Spektakulär war Linses Einbruch in die Landschaftskasse in Stuttgart im März 1782, wo er sich mit einem Komplizen durch ein in die Wand gebrochenes Loch Zutritt verschaffte und einen Schaden von 6301 Gulden verursachte. Mit seinem Anteil von rund 1200 Gulden aus der Beute beglich er seine Schulden und begann, sich ein Wohnhaus zu bauen. In Heilbronn erbeutete er 1783 beim Handelsmann Gsell rund weitere 1200 Gulden. Neben Stuttgart, wo er oft Silberwaren stahl, und Heilbronn zählte auch Ludwigsburg zu seinen bevorzugt heimgesuchten Zielen. Außerdem verübte er eine Vielzahl kleinerer Diebstahlsdelikte in seiner unmittelbaren Umgebung in Großbottwar, wo er u. a. Betten und Vieh stahl. Linse verübte den Großteil seiner Delikte nachts und üblicherweise allein oder mit einem Komplizen.
Linse kam 1788 kurzzeitig in Haft, als er von zwei Burschen beim Viehdiebstahl in Großbottwar beobachtet worden war, kam jedoch nach wenigen Tagen wohl auf Einflussnahme durch die Stuttgarter Familie Linse wieder frei. Seine Einbrüche blieben unaufgeklärt, bis er im April 1789 bei einem Einbruch in Kornwestheim ertappt und festgenommen wurde. Bei einer anschließenden Hausdurchsuchung fand man in vielen zu Linses Anwesen gehörenden Gebäuden, in Dachböden, Kammern, Ställen und Scheunen Unmengen Diebesgut, für das eigens Verstecke wie eine tiefe versteckte Grube im Schuppen angelegt worden waren. Linse kam in Untersuchungshaft in das Zucht- und Arbeitshaus in Ludwigsburg, von wo am 30. Juli 1789 berichtet wurde, dass seine noch von der Zeit der Verhaftung stammende Kleidung zerschlissen und der Häftling selbst von Ungeziefer befallen sei.
Die schriftliche Verhandlung gegen Linse vor dem Stadtgericht Ludwigsburg führte der Ludwigsburger Oberamtmann Christoph Ludwig Kerner, der Vater Justinus Kerners. Nach einem Rechtsgutachten der juristischen Fakultät der Universität Tübingen wurde Linse schließlich zum Tode verurteilt. Ausschlaggebend für das harte Urteil war vermutlich der als besonders schwere Straftat gewertete Einbruch in die Landschaftskasse. Das Urteil wurde am 21. November 1789 öffentlich am Ludwigsburger Galgen vollstreckt.
Ein Gottfried Gruber aus Gronau wurde als Komplize des Einbruchs in Kornwestheim zu mindestens zweieinhalb Jahren Zuchthaus verurteilt. Linses Frau Johanna Elisabeth wurde im Sommer 1790 wegen der Teilnahme an den Verbrechen ihres Mannes zu einer vierwöchigen Zuchthausstrafe verurteilt, die sie anschließend im Zuchthaus Ludwigsburg absaß. Mehrere weitere Komplizen, teils auch aus Linses Verwandtschaft, wurden zu öffentlichen Arbeiten oder symbolischen, ein- bis dreitägigen Haftstrafen bei Wasser und Brot verurteilt. Von Linses Angehörigen verliert sich die Spur nach den Prozessen. Sein minderjähriger Sohn sollte in ein Ludwigsburger Waisenhaus eingeliefert werden, wo er aufgrund der lückenhaften Aktenlage nicht mehr nachgewiesen werden kann. Das Gasthaus Rößle kam an Johann Konrad Schuler, der wegen des schlechten Leumunds des Rößleswirts den Namen der Gaststätte in Zur Rose änderte.
Von Zeitgenossen wurde Linse bald mit dem 1787 gehenkten Räuberhauptmann Hannikel (Jakob Reinhardt) verglichen, der eine der letzten bedeutenden Räuberbanden in Südwestdeutschland angeführt hatte. Einer der Kundschafter, die zur Ergreifung Hannikels beigetragen hatten, wurde in Linses Gerichtsakten im Zusammenhang mit einem Fälschungsdelikt erwähnt. In späteren Erzählungen wurden Linse auch weitere unaufgeklärte Verbrechen wie die Tötung des Großbottwarer Küfers Johann Daniel Baur im Januar 1788 zur Last gelegt. Der Volksmund spann mehrere Sagen um den Rößleswirt und brachte ihn auch in Verbindung mit dem Großbottwarer Richtplatz, wo er jedoch nicht gehängt worden war.